# رازمیک دانیلیان
رازمیک آندرانیکی دانیلیان (ارمنی: Ռազմիկ Անդրանիկի Դանիելյան؛ زادهٔ ۱۰ اوت ۱۹۳۶) یک سیاستمدار اهل ارمنستان است که از تاریخ ۱۹۹۰ تا تاریخ ۱۹۹۹ سمت نمایندگی دوره اول شورای عالی جمهوری ارمنستان و دوره اول مجلس ملی جمهوری ارمنستان را برعهده داشت.

## زندگی‌نامه
در ۱۰ اوت ۱۹۳۶ در روستای خنوشیناک به دنیا آمد و از انستیتو فنی مسکو فارغ‌التحصیل شد. 

## یادداشت
1. ↑  Մոսկվայի առեւտրի ինստիտուտ